# Corte
Corte (korziško Corti) je naselje in občina v jugovzhodni francoski regiji - otoku Korziki, podprefektura departmaja Haute-Corse. Leta 2007 je naselje imelo 6.747 prebivalcev.

## Geografija
Kraj leži v osrednjem delu Korzike znotraj naravnega regijskega parka Korzike, 70 km južno od Bastie in 85 km severovzhodno od Ajaccia.

## Uprava
Corte je sedež istoimenskega kantona kot tudi sedež okrožja, v katerem se nahajajo kantoni Alto-di-Casaconi, Bustanico, Campoloro-di-Moriani, Castifao-Morosaglia, Corte, Fiumalto-d'Ampugnani, Ghisoni, Moïta-Verde, Niolu-Omessa, Orezza-Alesani, Prunelli-di-Fiumorbo, Venaco, Vescovato in Vezzani s 53.422 prebivalci.

## Zgodovina
Corte je bil v drugi polovici 18. stoletja pod Pasqualom Paolijem glavno mesto Korziške republike.
Leta 1768 se je v njem rodil Joseph Napoleon, najstarejši brat francoskega cesarja Napoleona Bonaparta; slednji ga je postavil na prestol Neapeljskega kraljestva (1806-1808) in Španije (1808-1813).
V 80. letih 20. stoletja je Corte postal glavno univerzitetno mesto na otoku, po ponovnem odprtju Univerze Pasquale Paoli.

## Zanimivosti
- utrdba citadella,
- muzej Musée de la Corse,
- cerkev Marijinega oznanenja.

## Pobratena mesta
- Nuoro (Sardinija, Italija);